# Cancello e Arnone
Cancello e Arnone là một đô thị ở tỉnh Caserta trong vùng Campania của Ý, có vị trí cách khoảng 35 km về phía tây bắc của Napoli và khoảng 25 km về phía tây của Caserta. Tại thời điểm ngày 31 tháng 12 năm 2004, đô thị này có dân số 5.164 người và diện tích là 49,2 km².
Đô thị Cancello e Arnone có các frazione (đơn vị cấp dưới) Arnone.
Cancello e Arnone giáp các đô thị: Casal di Principe, Castel Volturno, Falciano del Massico, Grazzanise, Mondragone, Villa Literno.